# 아르바논 공국
아르바논(알바니아어: Arbër, Arbëria, 그리스어: Ἄρβανον, 라틴어: Arbanum) 혹은 알바논(그리스어: Ἄλβανον)은 중세에 건국된 최초의 알바니아인의 독립국가이며, 이전에는 비잔티움 제국과 에페이로스 전제공국의 부분이였다. 아르바논 공국은 1190년 크루여의 아르콘 프로곤에 의해 설립되었다. 프로곤의 권좌는 그의 아들 그진과 데메트리우스에 의해 승계되었고, 프로곤의 마지막 혈통 데메트리우스의 사망 이후에는 그레고리 카모나스, 그리고 골렘 등의 인물이 1255년 해체까지 공국을 다스렸다.
아르바논 공국은 존재를 둘러싸고 많은 이웃 세력들에 의존관계를 맺어야 했다. 최초의 관계는 비잔티움과의 관계였고 그 이후로는 제4차 십자군, 에페이로스 전제공국, 그리고 세르비아와 함께 외교 관계를 맺었다.